# Friso Wiegersma
Friso Wiegersma (Deurne, 14 oktober 1925 – Amsterdam, 5 juni 2006) was een Nederlands tekstschrijver en kunstschilder.

## Levensloop
Wiegersma werd geboren in het huis De Wieger, als vierde zoon van huisarts Hendrik Wiegersma en Petronella Daniëls. Zijn bekendste broer was Pieter Wiegersma (1920-2009), glazenier.
Van 1941 tot juni 1944 zat hij op de Kunstnijverheidsschool in Arnhem. Na de Tweede Wereldoorlog studeerde hij kunstgeschiedenis in Amsterdam. Toen hij Wim Sonneveld zag optreden werd hij meteen een fan - én verliefd op Sonneveld. Hij besloot bij elk optreden aanwezig te zijn op de voorste rij. Omdat hij een opvallend persoon was werd dat al snel opgemerkt. Na de achtste keer nodigde Sonneveld, die al een relatie had met Huub Janssen, hem uit voor een ontmoeting. Er ontstond een soort driehoeksrelatie, met Janssen volgens Wiegersma als een soort schoonmoeder.
Via Sonneveld kreeg Wiegersma al snel werk als decorontwerper. Hij gaf zijn studie op, maar hij kon zichzelf nu wel bedruipen. Hij schreef een aantal liedjes voor het eerste soloprogramma van Sonneveld in 1964. Hierna schreef Wiegersma meer teksten, zoals het lied van de straatzanger Nikkelen Nelis, gemodelleerd naar Koperen Ko ("Zij kon het lonken niet laten") en de musical De Kleine Parade. Ook voor anderen, zoals Leen Jongewaard en Willy Alberti. Wiegersma gebruikte hierbij het pseudoniem Hugo Verhage.
Daarnaast maakte hij een aantal schilderijen, en in 1970 had hij een tentoonstelling in New York. Wiegersma en Sonneveld woonden inmiddels in Roquefort-les-Pins in Zuid-Frankrijk. Sonneveld overleed op 8 maart 1974 bij een kort bezoek aan Nederland aan een hartaanval.
Wiegersma bleef liedjes schrijven, onder meer Telkens weer voor de film Rooie Sien. Hij vond ook een nieuwe partner, de 25 jaar jongere kleinkunstenaar Hans van der Woude, met wie hij op 31 juli 2001 trouwde.
Hoewel hij zichzelf vooral als schilder zag, bleef hij ook gevraagd worden als tekstdichter. In 2000 werden zijn teksten met hun ontstaansgeschiedenis gebundeld in het boek Telkens weer het dorp, genoemd naar twee van zijn liedjes: Telkens weer (vertolkt door Willeke Alberti) en Het Dorp (door Wim Sonneveld). Dit laatstgenoemde lied, een tekst van hem onder een van zijn pseudoniemen, Hugo Verhage op de muziek van Jean Ferrat (La montagne), is een neerslag van de emotie bij het weerzien van het door de vooruitgang gehavende Deurne. Op 11 mei 2008 kreeg het pad naast zijn ouderlijk huis officieel de naam Het tuinpad van mijn vader.
Vanaf mei 2006 was er een overzichtstentoonstelling in Amstelveen van de schilderijen van Wiegersma. Hij overleed op ruim 80-jarige leeftijd aan de gevolgen van lymfeklierkanker.
Van 4 november 2018 tot en met 17 januari 2019 was er onder de noemer "De aanblik alleen", een overzichtstentoonstelling van de meeste van zijn schilderijen in Museum Slager in 's-Hertogenbosch. 

## Onderscheiding
In januari 2005 werd Wiegersma een Gouden Harp toegekend, wegens zijn verdienste voor de Nederlandse lichte muziek.